# Lijst van nationale parken in Estland

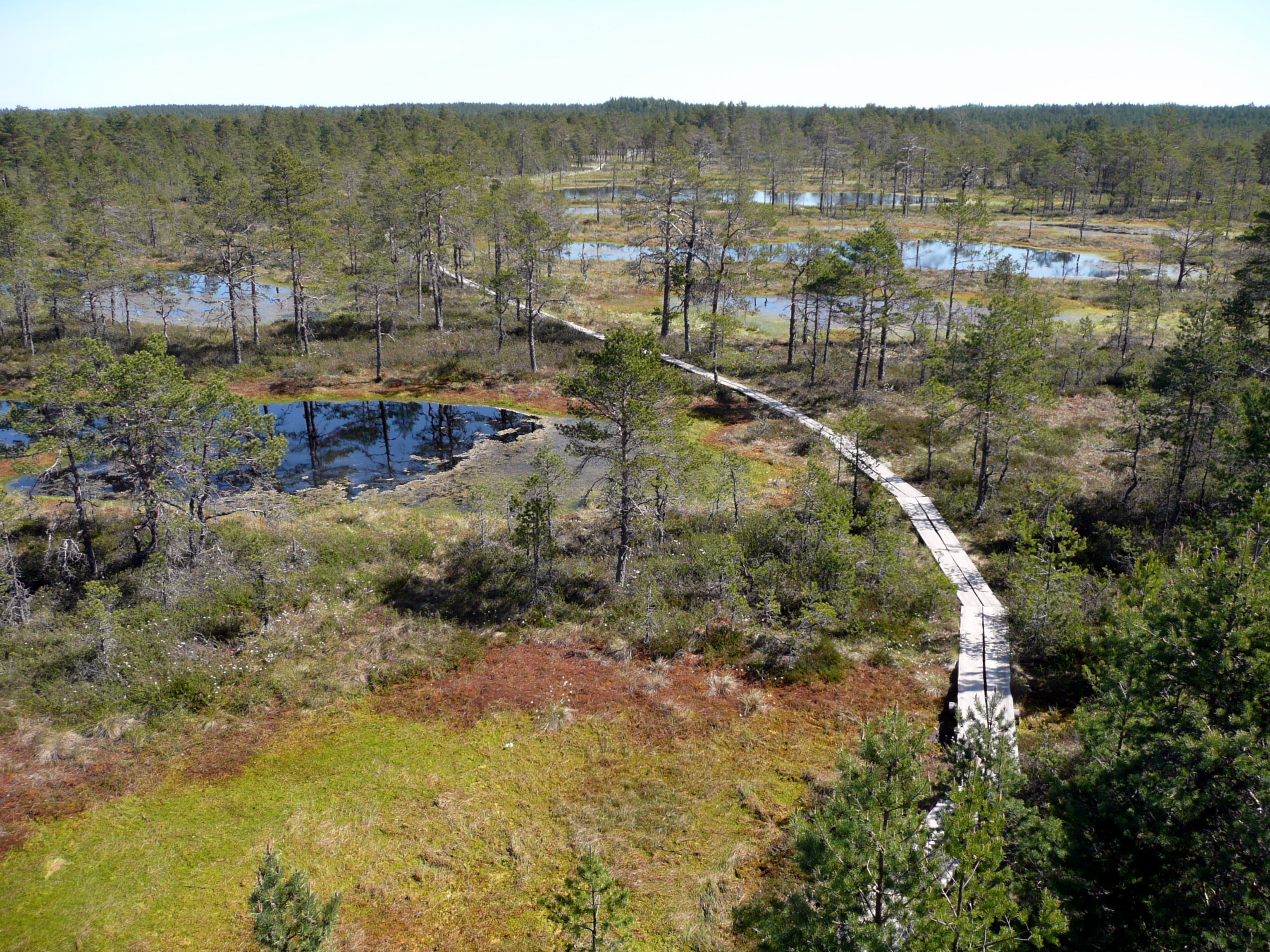
Hoogveen in het oudste nationale park, Lahemaa

Er zijn zes Nationale parken in Estland. De meeste van deze nationale parken zijn gesticht nadat Estland (weer) een onafhankelijk land werd in 1991, maar de meerderheid van de parken had voor de stichting al de status van beschermd natuurgebied, soms al sedert 1910.
Naast nationale parken kent het land natuur- en landschapsreservaten die samen meer dan 18% van de landoppervlakte van Estland beslaan.
De parken zijn vrij toegankelijk en bieden diverse faciliteiten voor toeristen zoals kampeerboerderijen en campings.
De parken zijn:
| Gebied                   | Foto | Oppervlakte | Opgericht in |
| ------------------------ | ---- | ----------- | ------------ |
| Nationaal park Vilsandi  |      | 180 km²     | 1993         |
| Nationaal park Karula    |      | 123 km²     | 1993         |
| Nationaal park Lahemaa   |      | 725 km²     | 1971         |
| Nationaal park Matsalu   |      | 486 km²     | 2004         |
| Nationaal park Soomaa    |      | 110 km²     | 1993         |
| Nationaal park Alutaguse |      | 425,68 km²  | 2018         |